# 望月彦男
望月 彦男（もちづき ひこお、1943年1月15日 - ）は、静岡県清水市出身の元プロ野球選手（投手）。

## 来歴・人物
東海大第一高校から、社会人野球のいすゞ自動車に入社。同時に肩の強さを買われて、一塁手から投手に転向した。
1964年、電気化学に移籍し8年間在籍して公式戦150試合に登板。防御率1.59、463奪三振を記録。左腕であるゆえにボールをかつぐクセがあるが、これが欠点にならずに変則モーションとして打者のタイミングを狂わせた。重い速球と切れのよいカーブやシュートを武器にして、エースとして活躍。電気化学野球部が解散となった1971年に退社。
西鉄ライオンズが即戦力としてマークしており、1971年のプロ野球ドラフト会議で6位指名を受け入団。
1年目の1972年から一軍登板を果たすが、翌1973年限りで現役を引退。

## 詳細情報

### 年度別投手成績
| 年 度     | 球 団     | 登 板 | 先 発 | 完 投 | 完 封 | 無 四 球 | 勝 利 | 敗 戦 | セ 丨 ブ | ホ 丨 ル ド | 勝 率 | 打 者 | 投 球 回 | 被 安 打 | 被 本 塁 打 | 与 四 球 | 敬 遠 | 与 死 球 | 奪 三 振 | 暴 投 | ボ 丨 ク | 失 点 | 自 責 点 | 防 御 率 | W H I P |
| --------- | --------- | ----- | ----- | ----- | ----- | -------- | ----- | ----- | -------- | ----------- | ----- | ----- | -------- | -------- | ----------- | -------- | ----- | -------- | -------- | ----- | -------- | ----- | -------- | -------- | ------- |
| 1972      | 西鉄      | 15    | 1     | 0     | 0     | 0        | 0     | 2     | --       | --          | .000  | 73    | 14.1     | 21       | 2           | 10       | 0     | 1        | 5        | 0     | 0        | 15    | 14       | 9.00     | 2.16    |
| 通算：1年 | 通算：1年 | 15    | 1     | 0     | 0     | 0        | 0     | 2     | --       | --          | .000  | 73    | 14.1     | 21       | 2           | 10       | 0     | 1        | 5        | 0     | 0        | 15    | 14       | 9.00     | 2.16    |

### 記録
- 初登板：1972年4月9日、対東映フライヤーズ1回戦（北九州市営小倉球場）、9回表から3番手で救援登板、0/3回無失点
- 初先発登板：1972年5月12日、対阪急ブレーブス4回戦（阪急西宮球場）、1/3回1失点で勝敗つかず

### 背番号
- 48 （1972年 - 1973年）